# Uwu Lena
Uwu Lena ist eine achtköpfige deutsche Popmusikgruppe. Anlässlich der Fußball-Weltmeisterschaft 2010 nahm sie unter dem Titel Schland o Schland eine Coverversion des von Lena Meyer-Landrut gesungenen Eurovision-Song-Contest-Siegerliedes Satellite von Julie Frost und John Gordon auf und landete damit infolge eines großen Hypes in Deutschland einen Charterfolg.

## Geschichte
Der Name der Gruppe „Uwu Lena“ ist ein Paragramm oder aber ein Kofferwort, gebildet aus den Worten Uwe Seeler, Vuvuzela und Lena. Die Gruppe setzt sich vorwiegend aus Münsteraner Studenten zusammen. Neben Christian Landgraf, dem Textautor von Schland o Schland und Medizinstudenten, gehören dazu der Fotograf Timo Bühring, Nikolai Gaschütz, Sören Glück, Johannes Jötten, Robert Krotoszynski, Matthias Landgraf und Moritz Schefers. Bereits vor der Entstehung von Schland o Schland machten sie oft zusammen Musik, jedoch ohne damit kommerzielle Absichten zu verfolgen. Die Veröffentlichung des Liedes kurz vor der WM sei nach Aussagen von Johannes Jötten Zufall gewesen, eigentlich sei das Lied nur als Spaß für Freunde und Bekannte gedacht gewesen. Nach der Veröffentlichung von Schland o Schland bei Universal Music trat Uwu Lena bei einigen Veranstaltungen und Fernsehsendungen auf, unter anderem am 17. Juni 2010 als Überraschungsgast auf dem JuWi-Fest in ihrer Heimatstadt Münster und am 20. Juni 2010 im ZDF-Fernsehgarten.

## Entstehung vonSchland o Schland
Nach Angaben der Band hatte Christian Landgraf die Idee für ein Lied mit der Titelzeile „Schland o Schland“ auf der Melodie von Satellite am Tag nach Lena Meyer-Landruts Sieg mit diesem Titel beim Eurovision Song Contest 2010. Daraus entstand innerhalb von zwei Tagen ein Liedtext, geschrieben von Landgraf, der sich um die deutsche Fußballnationalmannschaft und deren Teilnahme an der WM 2006, der EM 2008 und der WM 2010 dreht. Das Lied besteht aus drei deutschsprachigen Strophen sowie Refrain und vier englischsprachigen Zeilen am Ende, die laut Landgraf eine „Hommage an den Original-Song“ seien.
Das aus „Deutschland“ abgeleitete Kunstwort „Schland“ fand erstmals während der begleitenden Berichterstattung über die Fußball-Weltmeisterschaft 2006 in Stefan Raabs Show TV total mediale Beachtung. Seit dem 18. November 2005 ist es als Wortmarke geschützt, die Rechte daran hält Raabs Produktionsfirma Raab TV GmbH, an der die Dachorganisation Brainpool seit 2008 zu 50 Prozent beteiligt ist. Die Raab TV GmbH vertreibt verschiedene mit dem Markennamen „Schland“ versehene Merchandisingprodukte.

### Produktion und Veröffentlichung im Internet
Die Produktion des Liedes fand kurze Zeit nach Fertigstellung des Textes statt und nahm eine Woche in Anspruch. Der Leadgesang von Nikolai Gaschütz wurde in Kiel aufgenommen, weitere Aufnahmen und das Mastering fanden in Münster statt. Das Musikvideo zum Lied wurde unter Schefers' Regie in Zusammenarbeit mit Timo Bühring am Abend des 9. Juni 2010 im Südpark von Münster aufgezeichnet. Einen Tag später erfolgte die Veröffentlichung auf dem Videoportal YouTube. Protagonist des Videos ist Christian Landgraf, er ist in einer Lena Meyer-Landrut nachahmenden Verkleidung zu sehen und trägt ein schwarzes Minikleid und eine Langhaarperücke. Neben Landgraf treten weitere Mitglieder von Uwu Lena sowie einige Statisten in fußballfantypischer Kostümierung auf. Gaschütz, der Leadsänger des Liedes, war an der Videoaufzeichnung nicht beteiligt.
Produktionsqualität und Zielausrichtung des Musikvideos riefen bald den Argwohn der Fachwelt hervor und führten zu Spekulationen über Urheberschaft und tatsächliche Hintergründe, was sich jedoch auch aus der gut dokumentierten Entstehungsgeschichte erklären lässt. Einige Mitglieder von Uwu Lena beschäftigen sich nebenberuflich mit Videos und Musik und können auf teils mehrjährige Produktionserfahrung verweisen. Moritz Schefers als Verantwortlicher für Kamera und Regie des Musikvideos zu Schland o Schland und Studierender der Kommunikationswissenschaft betreibt gemeinsam mit Johannes Jötten, der bei Uwu Lena nur als Backgroundsänger firmiert, ein kleines Studio für Multimediaproduktionen auch für kommerzielle Aufträge. Schon zur WM 2006 hatte Jötten, der unter anderem Workshops für Hip-Hop-Videoproduktionen anbietet, Oliver Pochers damaligen WM-Song Schwarz und Weiß in Blau und Gelb umgedichtet und diesen mit seinen Mitspielern beim heimatlichen Gimbter Fußballverein im Tonstudio aufgenommen sowie in Kleinauflage als CD produziert.

### Urheberrechtliche Auseinandersetzung
Am 11. Juni 2010 untersagte der Musikverlag EMI Music Publishing, der die Verwertungsrechte an der Komposition Satellite hält, per Telefonat die weitere Verbreitung des Videos, da die Veröffentlichung einer Coverversion mit neuem Text in der Regel genehmigungspflichtig ist. Daraufhin wurde das Video von Uwu Lena selbst bei YouTube gelöscht. Die Löschung und das Verbot der weiteren Verbreitung des Videos trugen jedoch vor dem Hintergrund der unverzüglich informierten Münsteraner Lokalpresse – welche die Meldungen auch stante pede an dpa weiterleitete – eher dazu bei, die Aufmerksamkeit weiter zu steigern. Dieses Phänomen wird allgemein als Streisand-Effekt bezeichnet: Andere Nutzer von YouTube luden das Video erneut bei dem Videoportal hoch, sodass sich die Zahl der Betrachter exponentiell steigerte. Die unter der Domain www.schlandrut.de angelegte Webseite der Musikgruppe wurde nach der Löschaufforderung von EMI ebenfalls kurzzeitig vom Netz genommen, später jedoch ohne das Video wieder online gestellt.

### Kommerzielle Veröffentlichung
Kurze Zeit nach der Veröffentlichung des Videos auf YouTube berieten die Rechteinhaber von Satellite EMI Music Publishing, Universal Music Deutschland und Brainpool um Stefan Raab ihr weiteres Vorgehen. Schließlich einigte man sich darauf, eine kommerzielle Veröffentlichung anzustreben, und so nahmen Universal Music und die Raab TV GmbH Uwu Lena unter Vertrag. Die Veröffentlichung der Single des Liedes erfolgte am 16. Juni 2010 als Download und am 22. Juni 2010 als CD-Single. Am 18. Juni 2010 erreichte das Lied den ersten Platz der deutschen iTunes-Store-Charts. In den deutschen Singlecharts erreichte Schland o Schland Platz vier. Nach dem Einverständnis der Urheber von „Satellite“ und Stefan Raabs für die Verwendung des Wortes „Schland“ taten sich die acht Münsteraner Jungs mit einem Management Team aus der Medienbranche zusammen, bestehend aus Ulf-Gunnar Switalski und Michael „Mike“ Schmitz.

## Zweite Single „In der Diskothek“
Am 5. November 2010 erschien die Single „In der Diskothek“.
Für das Video konnten die acht Münsteraner den ebenfalls aus Münster stammenden Jazz-Musiker und Fernseh-Moderator Götz Alsmann gewinnen. Für das Mastering der Single zeigte sich Sascha „Busy“ Bühren verantwortlich, welcher auch schon Lenas Grand-Prix-Gewinner Song „Satellite“ gemastert hatte, ebenso wie die mehrfachen Platin-Alben von Peter Fox, Silbermond und Unheilig.

## „Lautverschiebung“
Unter dem Bandnamen Lautverschiebung bewarb sich Christian Landgraf zusammen mit sieben weiteren Musikern mit dem Titel Magic bei Unser Song für Dänemark, dem Vorentscheid für den Eurovision Song Contest 2014.

## Rezeption
Die ersten Presseberichte über das bei YouTube veröffentlichte Schland o Schland gab es am 11. Juni 2010 in den Web-Portalen Münsteraner Tageszeitungen. Zu diesem Zeitpunkt nahmen die Berichte auch darauf Bezug, dass die Rechteinhaber des Originalsongs die Löschung der Coverversion gefordert hatten. Im Zuge der Popularisierung des Liedes berichteten zahlreiche Medien, die Nachrichtenagentur dpa griff das Thema am 14. Juni 2010 auf. Nach der Ankündigung der kommerziellen Single gab es am 15. Juni 2010 Berichte über den Song und die rechtlichen Probleme im ZDF-Morgenmagazin und der Lokalzeit des WDR-Fernsehens. Die Boulevard-Magazine Brisant und taff behandelten das Thema in den Sendungen vom 16. Juni 2010. Am selben Tag berichtete der Schlusslicht-Beitrag der Tagesthemen über das Lied und vermutete, dass Uwu Lena die „heimlichen Stars der WM“ werden könnten.
Zeit Online bezeichnete in ihren WM kurz notiert-Meldungen das Lied als neue „WM-Hymne“. RP Online stellte die lustigsten WM-Songs aus dem Netz vor und meinte, Schland o Schland wäre „schon jetzt der Klassiker unter den Internet-WM-Hits“.
Quotenmeter.de kanzelte das Lied als „einen billigen Karnevalssong, der nur mit mindestens 2 Promille zu ertragen ist“, ab.
Vereinzelt gab es Äußerungen, die im weit überwiegenden Teil der Publikationen dargestellte Entstehungsgeschichte von Schland o Schland könne nicht den Tatsachen entsprechen und diene nur der Erzeugung eines möglichst großen, verkaufsfördernden Hypes.